# Éliminatoires de la Coupe du monde de football 2014
Navigation
Éliminatoires de la Coupe du monde 2010 Éliminatoires de la Coupe du monde 2018
Les qualifications pour la Coupe du monde 2014  de football ont mis aux prises 207 équipes nationales afin de désigner les 31 des 32 formations qui disputeront la phase finale.
Les 31 places seront attribuées aux 6 confédérations de la FIFA. Voici le nombre des équipes inscrites et qualifiées par confédération :
- AFC (Asie) - 46 équipes - 4 ou 5 qualifiés
- CAF (Afrique) - 53 équipes - 5 qualifiés
- CONCACAF (Caraïbes, Amérique Centrale et du Nord) - 35 équipes - 3 ou 4 qualifiés
- CONMEBOL (Amérique du Sud) - 9 équipes (sans le Brésil) - 4 ou 5 qualifiés, en plus du Brésil
- OFC (Océanie) - 11 équipes - 0 ou 1 qualifié
- UEFA (Europe) - 53 équipes - 13 qualifiés

## Les 32 qualifiés
Les qualifiés sont issus de mini-championnats ou de barrages. Seule l’équipe du Brésil (en tant que nation organisatrice) est qualifiée d'office, ce qui n'est plus le cas pour l'équipe tenante du titre depuis l’édition de 2006. Le Japon est la deuxième équipe qualifiée, suivie par l'Australie, l'Iran, la Corée du Sud, les Pays-Bas, l'Italie, l'Argentine, les États-Unis et le Costa Rica. Puis, la Belgique, la Suisse, l'Allemagne et la Colombie. Le 15 octobre 2013, les pays suivants décrochent un ticket pour la coupe du monde au Brésil en 2014 : la Russie, la Bosnie-Herzégovine, l'Angleterre, l'Espagne, le Chili, l'Équateur et le Honduras. La première nation africaine qualifiée est le Nigeria suivie de la Côte d'Ivoire, du Cameroun, du Ghana et de l'Algérie. Le 19 novembre les derniers pays qualifiés européens à la suite des barrages sont la France, la Croatie, le Portugal et la Grèce. Le 20 novembre, le Mexique est l'avant-dernière nation à se qualifier à la suite de sa victoire en barrage intercontinental, tandis que le 21 novembre 2013, l'Uruguay devient chronologiquement le trente-deuxième et dernier pays à obtenir sa place.
| Équipe             | Parcours                                                  | Date de qualification | Phase finale | Participations consécutives | Meilleure performance passée             | Classement FIFA (pour le tirage au sort, 17 octobre 2013) | Dernière participation | Performance à la Coupe du monde 2014 |
| ------------------ | --------------------------------------------------------- | --------------------- | ------------ | --------------------------- | ---------------------------------------- | --------------------------------------------------------- | ---------------------- | ------------------------------------ |
| Brésil             | Qualifié d’office en tant que pays organisateur           | 30 octobre 2007       | 20e          | 20                          | Vainqueur (1958, 1962, 1970, 1994, 2002) | 11                                                        | 2010                   | Demi Finaliste (4e)                  |
| Belgique           | Europe, groupe A-1re place                                | 11 octobre 2013       | 12e          | 1                           | 4e place (1986)                          | 5                                                         | 2002                   | Quart De Finaliste                   |
| Italie             | Europe, groupe B-1re place                                | 10 septembre 2013     | 18e          | 14                          | Vainqueur (1934, 1938, 1982, 2006)       | 8                                                         | 2010                   | 1er Tour                             |
| Allemagne          | Europe, groupe C-1re place                                | 11 octobre 2013       | 18e          | 16                          | Vainqueur (1954, 1974, 1990)             | 2                                                         | 2010                   | Vainqueur (1er)                      |
| Pays-Bas           | Europe, groupe D-1re place                                | 10 septembre 2013     | 10e          | 3                           | Finaliste (1974, 1978, 2010)             | 8                                                         | 2010                   | Demi Finaliste (3e)                  |
| Suisse             | Europe, groupe E-1re place                                | 11 octobre 2013       | 10e          | 3                           | Quart de finale (1934, 1938, 1954)       | 7                                                         | 2010                   | Huitième de Finaliste                |
| Russie             | Europe, groupe F-1re place                                | 15 octobre 2013       | 3e           | 1                           | 1er tour (1994, 2002)                    | 19                                                        | 2002                   | 1er tour                             |
| Bosnie-Herzégovine | Europe, groupe G-1re place                                | 15 octobre 2013       | 1re          | 1                           | Éliminatoires : barrages (2010)          | 16                                                        | -                      | 1er tour                             |
| Angleterre         | Europe, groupe H-1re place                                | 15 octobre 2013       | 14e          | 5                           | Vainqueur (1966)                         | 10                                                        | 2010                   | 1er tour                             |
| Espagne            | Europe, groupe I-1re place                                | 15 octobre 2013       | 14e          | 10                          | Vainqueur (2010)                         | 1                                                         | 2010                   | 1er tour                             |
| Portugal           | Europe-Barrage                                            | 19 novembre 2013      | 6e           | 4                           | 3e place (1966)                          | 14                                                        | 2010                   | 1er tour                             |
| Grèce              | Europe-Barrage                                            | 19 novembre 2013      | 3e           | 2                           | 1er tour (1994, 2010)                    | 15                                                        | 2010                   | Huitième de Finaliste                |
| Croatie            | Europe-Barrage                                            | 19 novembre 2013      | 4e           | 1                           | 3e place (1998)                          | 18                                                        | 2006                   | 1er tour                             |
| France             | Europe-Barrage                                            | 19 novembre 2013      | 14e          | 5                           | Vainqueur (1998)                         | 21                                                        | 2010                   | Quart de Finaliste                   |
| Argentine          | Amérique du Sud-1re place                                 | 10 septembre 2013     | 16e          | 11                          | Vainqueur (1978, 1986)                   | 3                                                         | 2010                   | Finaliste                            |
| Colombie           | Amérique du Sud-2e place                                  | 11 octobre 2013       | 5e           | 1                           | Huitième de finale (1990)                | 4                                                         | 1998                   | Quart de Finaliste                   |
| Chili              | Amérique du Sud-3e place                                  | 15 octobre 2013       | 9e           | 2                           | 3e place (1962)                          | 12                                                        | 2010                   | Huitième de Finaliste                |
| Équateur           | Amérique du Sud-4e place                                  | 15 octobre 2013       | 3e           | 1                           | Huitième de finale (2006)                | 22                                                        | 2006                   | 1er tour                             |
| Uruguay            | Amérique du Sud-Barrage                                   | 20 novembre 2013      | 12e          | 2                           | Vainqueur (1930, 1950)                   | 6                                                         | 2010                   | Huitième de Finaliste                |
| Nigeria            | Afrique-Tour final                                        | 16 novembre 2013      | 5e           | 2                           | Huitième de finale (1994, 1998)          | 33                                                        | 2010                   | Huitième de Finaliste                |
| Côte d'Ivoire      | Afrique-Tour final                                        | 16 novembre 2013      | 3e           | 3                           | 1er tour (2006, 2010)                    | 17                                                        | 2010                   | 1er tour                             |
| Cameroun           | Afrique-Tour final                                        | 17 novembre 2013      | 7e           | 2                           | Quart de finale (1990)                   | 59                                                        | 2010                   | 1er tour                             |
| Ghana              | Afrique-Tour final                                        | 19 novembre 2013      | 3e           | 3                           | Quart de finale (2010)                   | 23                                                        | 2010                   | 1er tour                             |
| Algérie            | Afrique-Tour final                                        | 19 novembre 2013      | 4e           | 2                           | 1er tour (1982, 1986, 2010)              | 32                                                        | 2010                   | Huitième de Finaliste                |
| Iran               | Asie, 4e tour, groupe 1-1re place                         | 18 juin 2013          | 4e           | 1                           | 1er tour (1978, 1998, 2006)              | 49                                                        | 2006                   | 1er tour                             |
| Japon              | Asie, 4e tour, groupe 2-1re place                         | 4 juin 2013           | 5e           | 5                           | Huitième de finale (2002, 2010)          | 44                                                        | 2010                   | 1er tour                             |
| Corée du Sud       | Asie, 4e tour, groupe 1-2e place                          | 18 juin 2013          | 9e           | 8                           | 4e place (2002)                          | 56                                                        | 2010                   | 1er tour                             |
| Australie          | Asie, 4e tour, groupe 2-2e place                          | 18 juin 2013          | 4e           | 3                           | Huitième de finale (2006)                | 57                                                        | 2010                   | 1er tour                             |
| États-Unis         | Amérique du Nord, Centrale et Caraïbes, 4e tour-1re place | 10 septembre 2013     | 10e          | 6                           | 3e place (1930)                          | 13                                                        | 2010                   | Huitième de Finaliste                |
| Costa Rica         | Amérique du Nord, Centrale et Caraïbes, 4e tour-2e place  | 10 septembre 2013     | 4e           | 1                           | Huitième de finale (1990)                | 31                                                        | 2006                   | Quart de Finaliste                   |
| Honduras           | Amérique du Nord, Centrale et Caraïbes, 4e tour-3e place  | 15 octobre 2013       | 3e           | 2                           | 1er tour (1982, 2010)                    | 34                                                        | 2010                   | 1er tour                             |
| Mexique            | Amérique du Nord, Centrale et Caraïbes, -Barrage          | 20 novembre 2013      | 15e          | 6                           | Quart de finale (1970, 1986)             | 24                                                        | 2010                   | Huitième de Finaliste                |

Non-qualifiés de l'édition 2010 :
- Paraguay Quarts de finale
- Slovaquie Huitième de finale
- Slovénie Huitième de finale
- Afrique du Sud 1er tour
- Corée du Nord 1er tour
- Danemark 1er tour
- Serbie 1er tour

## Format des qualifications
|                                            | Confédération                              | Nom de la zone                                   | Membres affiliés à la FIFA | Engagés | En lice au 20 novembre 2013 | Places |
| ------------------------------------------ | ------------------------------------------ | ------------------------------------------------ | -------------------------- | ------- | --------------------------- | ------ |
|                                            | UEFA                                       | Europe (article)                                 | 53                         | 53      | 13                          | 13     |
|                                            | CAF                                        | Afrique (article)                                | 53                         | 52      | 5                           | 5      |
|                                            | CONCACAF                                   | Amérique du Nord, Centrale et Caraïbes (article) | 35                         | 35      | 4                           | 3 à 4  |
|                                            | CONMEBOL                                   | Amérique du Sud (article)                        | 10                         | 9       | 5                           | 4 à 5  |
|                                            | AFC                                        | Asie (article)                                   | 46                         | 43      | 4                           | 4 à 5  |
|                                            | OFC                                        | Océanie (article)                                | 11                         | 11      | 0                           | 0 à 1  |
| Total incluant le Brésil qualifié d'office | Total incluant le Brésil qualifié d'office | Total incluant le Brésil qualifié d'office       | 208                        | 203     | 32                          | 32     |

Depuis 2006, l'équipe championne du monde en titre n'est plus qualifiée d'office pour la phase finale.
Deux rencontres intercontinentales, entre une équipe de quatre confédérations, distribuent, en novembre 2013, les dernières places. Entre Amérique du Nord, Centrale et Caraïbes (CONCACAF), Amérique du Sud (CONMEBOL), Asie (AFC), Océanie (OFC). Les confrontations ont été déterminées par tirage au sort.
- Asie - Amérique du Sud
- Amérique du Nord, Centrale et Caraïbes - Océanie.

## Résultats des qualifications par confédération
Dans les phases de qualification en groupe disputés selon le système de championnat, en cas d’égalité de points de plusieurs équipes à l'issue de la dernière journée, les critères suivants sont appliqués dans l'ordre indiqué pour établir leur classement :

- Meilleure différence de buts
- Plus grand nombre de buts marqués

Si, après l'application des deux premiers critères, plusieurs équipes sont toujours à égalité, les critères suivants s’appliquent :
- Plus grand nombre de points obtenus dans les rencontres entre les équipes concernées
- Meilleure différence de buts dans les rencontres entre les équipes concernées
- Plus grand nombre de buts marqués lors des rencontres entre les équipes concernées
- Plus grand nombre de buts marqués à l’extérieur dans les matchs disputés entre les équipes concernées (si elles sont deux)
- Match d'appui sur terrain neutre

### Asie (AFC)
Les 2 premiers de chaque groupe sont directement qualifiés pour la Coupe du monde. Les 2 troisièmes s'affrontent en match "aller-retour". Le vainqueur de cette double confrontation affronte le cinquième de la zone "Amérique du Sud" en barrage. Le vainqueur de ce match est qualifié pour la Coupe du monde. Le Japon, l'Australie, l'Iran et la Corée du Sud sont qualifiés pour la Coupe du monde 2014. 
Groupe 1
| Rang | Équipe       | Pts | J | G | N | P | Bp | Bc | Diff |  | Résultats (▼ dom., ► ext.) |     |     |     |     |     |
| ---- | ------------ | --- | - | - | - | - | -- | -- | ---- |  | -------------------------- | --- | --- | --- | --- | --- |
| 1    | Iran         | 16  | 8 | 5 | 1 | 2 | 8  | 2  | +6   |  | Iran                       |     | 1-0 | 0-1 | 0-0 | 4-0 |
| 2    | Corée du Sud | 14  | 8 | 4 | 2 | 2 | 13 | 7  | +6   |  | Corée du Sud               | 0-1 |     | 1-0 | 2-1 | 3-0 |
| 3    | Ouzbékistan  | 14  | 8 | 4 | 2 | 2 | 11 | 6  | +5   |  | Ouzbékistan                | 0-1 | 2-2 |     | 5-1 | 1-0 |
| 4    | Qatar        | 7   | 8 | 2 | 1 | 5 | 5  | 13 | -8   |  | Qatar                      | 0-1 | 1-4 | 0-1 |     | 1-0 |
| 5    | Liban        | 5   | 8 | 1 | 2 | 5 | 3  | 12 | -9   |  | Liban                      | 1-0 | 1-1 | 1-1 | 0-1 |     |

Groupe 2
| Rang | Équipe    | Pts | J | G | N | P | Bp | Bc | Diff |  | Résultats (▼ dom., ► ext.) |     |     |     |     |     |
| ---- | --------- | --- | - | - | - | - | -- | -- | ---- |  | -------------------------- | --- | --- | --- | --- | --- |
| 1    | Japon     | 17  | 8 | 5 | 2 | 1 | 16 | 5  | +11  |  | Japon                      |     | 1-1 | 6-0 | 3-0 | 1-0 |
| 2    | Australie | 13  | 8 | 3 | 4 | 1 | 12 | 7  | +5   |  | Australie                  | 1-1 |     | 4-0 | 2-2 | 1-0 |
| 3    | Jordanie  | 10  | 8 | 3 | 1 | 4 | 7  | 16 | -9   |  | Jordanie                   | 2-1 | 2-1 |     | 1-0 | 1-1 |
| 4    | Oman      | 9   | 8 | 2 | 3 | 3 | 7  | 10 | -3   |  | Oman                       | 1-2 | 0-0 | 2-1 |     | 1-0 |
| 5    | Irak      | 5   | 8 | 1 | 2 | 5 | 4  | 8  | -4   |  | Irak                       | 0-1 | 1-2 | 1-0 | 1-1 |     |

Match de barrage pour la 5e place de la zone AFC
| Équipe 1 | Résultat        | Équipe 2    | Aller | Retour |
| -------- | --------------- | ----------- | ----- | ------ |
| Jordanie | 2 - 2 (9-8 tab) | Ouzbékistan | 1 - 1 | 1 - 1  |

#### Barrage Asie - Amérique du Sud
| Équipe 1 | Résultat | Équipe 2 | Aller | Retour |
| -------- | -------- | -------- | ----- | ------ |
| Jordanie | 0 - 5    | Uruguay  | 0 - 5 | 0 - 0  |

### Afrique (CAF)
Le premier de chaque groupe est qualifié pour le tour final la zone "Afrique". Les 5 vainqueurs des matchs de barrage sont qualifiés pour la Coupe du monde.
| Rang | Équipe         | Pts | J | G | N | P | Bp | Bc | Diff |
| ---- | -------------- | --- | - | - | - | - | -- | -- | ---- |
| 1    | Éthiopie       | 13  | 6 | 4 | 1 | 1 | 8  | 6  | +2   |
| 2    | Afrique du Sud | 11  | 6 | 3 | 2 | 1 | 12 | 5  | +7   |
| 3    | Botswana       | 7   | 6 | 2 | 1 | 3 | 8  | 10 | -2   |
| 4    | Centrafrique   | 3   | 6 | 1 | 0 | 5 | 5  | 12 | -7   |

| Rang | Équipe             | Pts | J | G | N | P | Bp | Bc | Diff |
| ---- | ------------------ | --- | - | - | - | - | -- | -- | ---- |
| 1    | Tunisie            | 14  | 6 | 4 | 2 | 0 | 13 | 6  | +7   |
| 2    | Cap-Vert           | 9   | 6 | 3 | 0 | 3 | 9  | 7  | +2   |
| 3    | Sierra Leone       | 8   | 6 | 2 | 2 | 2 | 10 | 10 | 0    |
| 4    | Guinée équatoriale | 2   | 6 | 0 | 2 | 4 | 6  | 15 | -9   |

| Rang | Équipe        | Pts | J | G | N | P | Bp | Bc | Diff |
| ---- | ------------- | --- | - | - | - | - | -- | -- | ---- |
| 1    | Côte d'Ivoire | 14  | 6 | 4 | 2 | 0 | 15 | 5  | +10  |
| 2    | Maroc         | 9   | 6 | 2 | 3 | 1 | 9  | 8  | +1   |
| 3    | Tanzanie      | 6   | 6 | 2 | 0 | 4 | 8  | 12 | -4   |
| 4    | Gambie        | 4   | 6 | 1 | 1 | 4 | 4  | 11 | -7   |

| Rang | Équipe  | Pts | J | G | N | P | Bp | Bc | Diff |
| ---- | ------- | --- | - | - | - | - | -- | -- | ---- |
| 1    | Ghana   | 15  | 6 | 5 | 0 | 1 | 18 | 3  | +15  |
| 2    | Zambie  | 11  | 6 | 3 | 2 | 1 | 11 | 4  | +7   |
| 3    | Lesotho | 5   | 6 | 1 | 2 | 3 | 4  | 15 | -11  |
| 4    | Soudan  | 2   | 6 | 0 | 2 | 4 | 3  | 14 | -11  |

| Rang | Équipe       | Pts | J | G | N | P | Bp | Bc | Diff |
| ---- | ------------ | --- | - | - | - | - | -- | -- | ---- |
| 1    | Burkina Faso | 12  | 6 | 4 | 0 | 2 | 7  | 4  | +3   |
| 2    | Congo        | 11  | 6 | 3 | 2 | 1 | 7  | 3  | +4   |
| 3    | Gabon        | 7   | 6 | 2 | 1 | 3 | 5  | 6  | -1   |
| 4    | Niger        | 4   | 6 | 1 | 1 | 4 | 6  | 12 | -6   |

| Rang | Équipe  | Pts | J | G | N | P | Bp | Bc | Diff |
| ---- | ------- | --- | - | - | - | - | -- | -- | ---- |
| 1    | Nigeria | 12  | 6 | 3 | 3 | 0 | 7  | 3  | +4   |
| 2    | Malawi  | 7   | 6 | 1 | 4 | 1 | 4  | 5  | -1   |
| 3    | Kenya   | 6   | 6 | 1 | 3 | 2 | 4  | 5  | -1   |
| 4    | Namibie | 5   | 6 | 1 | 2 | 3 | 2  | 4  | -2   |

| Rang | Équipe     | Pts | J | G | N | P | Bp | Bc | Diff |
| ---- | ---------- | --- | - | - | - | - | -- | -- | ---- |
| 1    | Égypte     | 18  | 6 | 6 | 0 | 0 | 16 | 7  | +9   |
| 2    | Guinée     | 10  | 6 | 3 | 1 | 2 | 12 | 8  | +4   |
| 3    | Mozambique | 3   | 6 | 0 | 3 | 3 | 2  | 10 | -8   |
| 4    | Zimbabwe   | 2   | 6 | 0 | 2 | 4 | 4  | 9  | -5   |

| Rang | Équipe  | Pts | J | G | N | P | Bp | Bc | Diff |
| ---- | ------- | --- | - | - | - | - | -- | -- | ---- |
| 1    | Algérie | 15  | 6 | 5 | 0 | 1 | 13 | 4  | +9   |
| 2    | Mali    | 8   | 6 | 2 | 2 | 2 | 7  | 7  | 0    |
| 3    | Bénin   | 8   | 6 | 2 | 2 | 2 | 8  | 9  | -1   |
| 4    | Rwanda  | 2   | 6 | 0 | 2 | 4 | 3  | 11 | -8   |

| Rang | Équipe   | Pts | J | G | N | P | Bp | Bc | Diff |
| ---- | -------- | --- | - | - | - | - | -- | -- | ---- |
| 1    | Cameroun | 13  | 6 | 4 | 1 | 1 | 8  | 3  | +5   |
| 2    | Libye    | 9   | 6 | 2 | 3 | 1 | 5  | 3  | +2   |
| 3    | RD Congo | 6   | 6 | 1 | 3 | 2 | 3  | 3  | 0    |
| 4    | Togo     | 4   | 6 | 1 | 1 | 4 | 4  | 11 | -7   |

| Rang | Équipe  | Pts | J | G | N | P | Bp | Bc | Diff |
| ---- | ------- | --- | - | - | - | - | -- | -- | ---- |
| 1    | Sénégal | 12  | 6 | 3 | 3 | 0 | 9  | 4  | +5   |
| 2    | Ouganda | 8   | 6 | 2 | 2 | 2 | 5  | 6  | -1   |
| 3    | Angola  | 7   | 6 | 1 | 4 | 1 | 8  | 6  | +2   |
| 4    | Liberia | 4   | 6 | 1 | 1 | 4 | 4  | 10 | -6   |

#### Tour final
| Équipe 1        | Résultat | Équipe 2  | Aller | Retour |
| --------------- | -------- | --------- | ----- | ------ |
| * Côte d'Ivoire | 4 - 2    | Sénégal   | 3 - 1 | 1 - 1  |
| Éthiopie        | 1 - 4    | Nigeria * | 1 - 2 | 0 - 2  |
| * Tunisie       | 1 - 4    | Cameroun  | 0 - 0 | 1 - 4  |
| * Ghana         | 7 - 3    | Égypte    | 6 - 1 | 1 - 2  |
| Burkina Faso    | 3 - 3    | Algérie * | 3 - 2 | 0 - 1  |

### Amérique centrale, du Nord et Caraïbes (CONCACAF)
Les 3 premiers de cette zone sont directement qualifiés pour la Coupe du monde. Le quatrième affronte l'équipe pré-qualifiée de la zone « Océanie » en barrage.
| Rang | Équipe     | Pts | J  | G | N | P | Bp | Bc | Diff |  | Résultats (▼ dom., ► ext.) | Drapeau des États-Unis | Drapeau du Costa Rica | Drapeau du Honduras | Drapeau du Mexique | Drapeau du Panama | Drapeau de la Jamaïque |
| ---- | ---------- | --- | -- | - | - | - | -- | -- | ---- |  | -------------------------- | ---------------------- | --------------------- | ------------------- | ------------------ | ----------------- | ---------------------- |
| 1    | États-Unis | 22  | 10 | 7 | 1 | 2 | 15 | 8  | +7   |  | États-Unis                 |                        | 1-0                   | 1-0                 | 2-0                | 2-0               | 2-0                    |
| 2    | Costa Rica | 18  | 10 | 5 | 3 | 2 | 13 | 7  | +6   |  | Costa Rica                 | 3-1                    |                       | 1-0                 | 2-1                | 2-0               | 2-0                    |
| 3    | Honduras   | 15  | 10 | 4 | 3 | 3 | 13 | 12 | +1   |  | Honduras                   | 2-1                    | 1-0                   |                     | 2-2                | 2-2               | 2-0                    |
| 4    | Mexique    | 11  | 10 | 2 | 5 | 3 | 7  | 9  | -2   |  | Mexique                    | 0-0                    | 0-0                   | 1-2                 |                    | 2-1               | 0-0                    |
| 5    | Panama     | 8   | 10 | 1 | 5 | 4 | 10 | 14 | -4   |  | Panama                     | 2-3                    | 2-2                   | 2-0                 | 0-0                |                   | 0-0                    |
| 6    | Jamaïque   | 5   | 10 | 0 | 5 | 5 | 5  | 13 | -8   |  | Jamaïque                   | 1-2                    | 1-1                   | 2-2                 | 0-1                | 1-1               |                        |

#### Barrage Amérique du Nord, centrale et Caraïbes - Océanie
Le quatrième de la Zone CONCACAF est confrontée au vainqueur de la Zone Océanie : le Mexique se qualifie pour la Coupe du monde 2014 en battant la Nouvelle-Zélande 9-3 sur l'ensemble des deux matchs.
| Équipe 1 | Résultat | Équipe 2         | Aller | Retour |
| -------- | -------- | ---------------- | ----- | ------ |
| Mexique  | 9 - 3    | Nouvelle-Zélande | 5 - 1 | 4 - 2  |

### Amérique du Sud (CONMEBOL)
Les 4 premiers sont directement qualifiés pour la Coupe du monde. Le cinquième dispute un barrage contre le cinquième de la zone Asie. Le Brésil est qualifié d'office en tant que pays hôte.
| Rang | Équipe    | Pts | J  | G | N | P  | Bp | Bc | Diff |  | Résultats (▼ dom., ► ext.) |     |     |     |     |     |     |     |     |     |
| ---- | --------- | --- | -- | - | - | -- | -- | -- | ---- |  | -------------------------- | --- | --- | --- | --- | --- | --- | --- | --- | --- |
| 1    | Argentine | 32  | 16 | 9 | 5 | 2  | 35 | 15 | +20  |  | Argentine                  |     | 0-0 | 4-1 | 4-0 | 3-0 | 3-0 | 3-1 | 1-1 | 3-1 |
| 2    | Colombie  | 30  | 16 | 9 | 3 | 4  | 27 | 13 | +14  |  | Colombie                   | 1-2 |     | 3-3 | 1-0 | 4-0 | 1-1 | 2-0 | 5-0 | 2-0 |
| 3    | Chili     | 28  | 16 | 9 | 1 | 6  | 29 | 25 | +4   |  | Chili                      | 1-2 | 1-3 |     | 2-1 | 2-0 | 3-0 | 4-2 | 3-1 | 2-0 |
| 4    | Équateur  | 25  | 16 | 7 | 4 | 5  | 20 | 16 | +4   |  | Équateur                   | 1-1 | 1-0 | 3-1 |     | 1-0 | 2-0 | 2-0 | 1-0 | 4-1 |
| 5    | Uruguay   | 25  | 16 | 7 | 4 | 5  | 25 | 25 | 0    |  | Uruguay                    | 3-2 | 2-0 | 4-0 | 1-1 |     | 1-1 | 4-2 | 4-2 | 1-1 |
| 6    | Venezuela | 20  | 16 | 5 | 5 | 6  | 14 | 20 | -6   |  | Venezuela                  | 1-0 | 1-0 | 0-2 | 1-1 | 0-1 |     | 3-2 | 1-0 | 1-1 |
| 7    | Pérou     | 15  | 16 | 4 | 3 | 9  | 17 | 26 | -9   |  | Pérou                      | 1-1 | 0-1 | 1-0 | 1-0 | 1-2 | 2-1 |     | 1-1 | 2-0 |
| 8    | Bolivie   | 12  | 16 | 2 | 6 | 8  | 17 | 30 | -13  |  | Bolivie                    | 1-1 | 1-2 | 0-2 | 1-1 | 4-1 | 1-1 | 1-1 |     | 3-1 |
| 9    | Paraguay  | 12  | 16 | 3 | 3 | 10 | 17 | 31 | -14  |  | Paraguay                   | 2-5 | 1-2 | 1-2 | 2-1 | 1-1 | 0-2 | 1-0 | 4-0 |     |

#### Barrage Amérique du Sud - Asie
| Équipe 1 | Résultat | Équipe 2 | Aller | Retour |
| -------- | -------- | -------- | ----- | ------ |
| Uruguay  | 5 - 0    | Jordanie | 5 - 0 | 0 - 0  |

L'Uruguay prend le dernier ticket et se qualifie pour la Coupe du monde 2014.

### Océanie (OFC)
Le vainqueur de la zone Océanie n'est pas directement qualifié pour la Coupe du monde. Il doit affronter le quatrième de la zone « Amérique du Nord, Centrale et Caraïbes » en barrage intercontinental.
| Rang | Équipe             | Pts | J | G | N | P | Bp | Bc | Diff |
| ---- | ------------------ | --- | - | - | - | - | -- | -- | ---- |
| 1    | Nouvelle-Zélande   | 18  | 6 | 6 | 0 | 0 | 17 | 2  | +15  |
| 2    | Nouvelle-Calédonie | 12  | 6 | 4 | 0 | 2 | 17 | 6  | +11  |
| 3    | Tahiti             | 3   | 6 | 1 | 0 | 5 | 2  | 12 | -10  |
| 4    | Îles Salomon       | 3   | 6 | 1 | 0 | 5 | 5  | 21 | -16  |

#### Barrage Océanie - Amérique du Nord, Centrale et Caraïbes
| Équipe 1         | Résultat | Équipe 2 | Aller | Retour |
| ---------------- | -------- | -------- | ----- | ------ |
| Nouvelle-Zélande | 3 - 9    | Mexique  | 1 - 5 | 2 - 4  |

### Europe (UEFA)
Le premier de chaque groupe est directement qualifié pour la Coupe du monde. Les 8 meilleurs seconds accèdent aux matchs de barrage. Le vainqueur de chaque barrage est qualifié pour la Coupe du monde.
| Rang | Équipe         | Pts | J  | G | N | P | Bp | Bc | Diff |
| ---- | -------------- | --- | -- | - | - | - | -- | -- | ---- |
| 1    | Belgique       | 26  | 10 | 8 | 2 | 0 | 18 | 4  | +14  |
| 2    | Croatie        | 17  | 10 | 5 | 2 | 3 | 12 | 9  | +3   |
| 3    | Serbie         | 14  | 10 | 4 | 2 | 4 | 18 | 11 | +7   |
| 4    | Écosse         | 11  | 10 | 3 | 2 | 5 | 8  | 12 | -4   |
| 5    | Pays de Galles | 10  | 10 | 3 | 1 | 6 | 9  | 20 | -11  |
| 6    | Macédoine      | 7   | 10 | 2 | 1 | 7 | 7  | 16 | -9   |

| Rang | Équipe   | Pts | J  | G | N | P | Bp | Bc | Diff |
| ---- | -------- | --- | -- | - | - | - | -- | -- | ---- |
| 1    | Italie   | 22  | 10 | 6 | 4 | 0 | 19 | 9  | +10  |
| 2    | Danemark | 16  | 10 | 4 | 4 | 2 | 17 | 12 | +5   |
| 3    | Tchéquie | 15  | 10 | 4 | 3 | 3 | 13 | 9  | +4   |
| 4    | Bulgarie | 13  | 10 | 3 | 4 | 3 | 14 | 9  | +5   |
| 5    | Arménie  | 13  | 10 | 4 | 1 | 5 | 12 | 13 | -1   |
| 6    | Malte    | 3   | 10 | 1 | 0 | 9 | 5  | 28 | -23  |

| Rang | Équipe               | Pts | J  | G | N | P | Bp | Bc | Diff |
| ---- | -------------------- | --- | -- | - | - | - | -- | -- | ---- |
| 1    | Allemagne            | 28  | 10 | 9 | 1 | 0 | 36 | 10 | +26  |
| 2    | Suède                | 20  | 10 | 6 | 2 | 2 | 19 | 14 | +5   |
| 3    | Autriche             | 17  | 10 | 5 | 2 | 3 | 20 | 10 | +10  |
| 4    | République d'Irlande | 14  | 10 | 4 | 2 | 4 | 16 | 17 | -1   |
| 5    | Kazakhstan           | 5   | 10 | 1 | 2 | 7 | 6  | 21 | -15  |
| 6    | Îles Féroé           | 1   | 10 | 0 | 1 | 9 | 4  | 29 | -25  |

| Rang | Équipe   | Pts | J  | G | N | P  | Bp | Bc | Diff |
| ---- | -------- | --- | -- | - | - | -- | -- | -- | ---- |
| 1    | Pays-Bas | 28  | 10 | 9 | 1 | 0  | 34 | 5  | +29  |
| 2    | Roumanie | 19  | 10 | 6 | 1 | 3  | 19 | 12 | +7   |
| 3    | Hongrie  | 17  | 10 | 5 | 2 | 3  | 21 | 20 | +1   |
| 4    | Turquie  | 16  | 10 | 5 | 1 | 4  | 16 | 9  | +7   |
| 5    | Estonie  | 7   | 10 | 2 | 1 | 7  | 6  | 20 | -14  |
| 6    | Andorre  | 0   | 10 | 0 | 0 | 10 | 0  | 30 | -30  |

| Rang | Équipe   | Pts | J  | G | N | P | Bp | Bc | Diff |
| ---- | -------- | --- | -- | - | - | - | -- | -- | ---- |
| 1    | Suisse   | 24  | 10 | 7 | 3 | 0 | 17 | 6  | +11  |
| 2    | Islande  | 17  | 10 | 5 | 2 | 3 | 17 | 15 | +2   |
| 3    | Slovénie | 15  | 10 | 5 | 0 | 5 | 14 | 11 | +3   |
| 4    | Norvège  | 12  | 10 | 3 | 3 | 4 | 10 | 13 | -3   |
| 5    | Albanie  | 11  | 10 | 3 | 2 | 5 | 9  | 11 | -2   |
| 6    | Chypre   | 5   | 10 | 1 | 2 | 7 | 4  | 15 | -11  |

| Rang | Équipe          | Pts | J  | G | N | P | Bp | Bc | Diff |
| ---- | --------------- | --- | -- | - | - | - | -- | -- | ---- |
| 1    | Russie          | 22  | 10 | 7 | 1 | 2 | 20 | 5  | +15  |
| 2    | Portugal        | 21  | 10 | 6 | 3 | 1 | 20 | 9  | +11  |
| 3    | Israël          | 14  | 10 | 3 | 5 | 2 | 19 | 14 | +5   |
| 4    | Azerbaïdjan     | 9   | 10 | 1 | 6 | 3 | 7  | 11 | -4   |
| 5    | Irlande du Nord | 7   | 10 | 1 | 4 | 5 | 9  | 17 | -8   |
| 6    | Luxembourg      | 6   | 10 | 1 | 3 | 6 | 7  | 26 | -19  |

| Rang | Équipe             | Pts | J  | G | N | P | Bp | Bc | Diff |
| ---- | ------------------ | --- | -- | - | - | - | -- | -- | ---- |
| 1    | Bosnie-Herzégovine | 25  | 10 | 8 | 1 | 1 | 30 | 6  | +24  |
| 2    | Grèce              | 25  | 10 | 8 | 1 | 1 | 12 | 4  | +8   |
| 3    | Slovaquie          | 13  | 10 | 3 | 4 | 3 | 11 | 10 | +1   |
| 4    | Lituanie           | 11  | 10 | 3 | 2 | 5 | 9  | 11 | -2   |
| 5    | Lettonie           | 8   | 10 | 2 | 2 | 6 | 10 | 20 | -10  |
| 6    | Liechtenstein      | 2   | 10 | 0 | 2 | 8 | 4  | 25 | -21  |

| Rang | Équipe      | Pts | J  | G | N | P  | Bp | Bc | Diff |
| ---- | ----------- | --- | -- | - | - | -- | -- | -- | ---- |
| 1    | Angleterre  | 22  | 10 | 6 | 4 | 0  | 31 | 4  | +27  |
| 2    | Ukraine     | 21  | 10 | 6 | 3 | 1  | 28 | 4  | +24  |
| 3    | Monténégro  | 15  | 10 | 4 | 3 | 3  | 18 | 17 | +1   |
| 4    | Pologne     | 13  | 10 | 3 | 4 | 3  | 18 | 12 | +6   |
| 5    | Moldavie    | 11  | 10 | 3 | 2 | 5  | 12 | 17 | -5   |
| 6    | Saint-Marin | 0   | 10 | 0 | 0 | 10 | 1  | 54 | -53  |

| Groupe I \| Rang \| Équipe \| Pts \| J \| G \| N \| P \| Bp \| Bc \| Diff \| \| ---- \| ----------- \| --- \| - \| - \| - \| - \| -- \| -- \| ---- \| \| 1 \| Espagne \| 20 \| 8 \| 6 \| 2 \| 0 \| 14 \| 3 \| +11 \| \| 2 \| France \| 17 \| 8 \| 5 \| 2 \| 1 \| 15 \| 6 \| +9 \| \| 3 \| Finlande \| 9 \| 8 \| 2 \| 3 \| 3 \| 5 \| 9 \| -4 \| \| 4 \| Géorgie \| 5 \| 8 \| 1 \| 2 \| 5 \| 3 \| 10 \| -7 \| \| 5 \| Biélorussie \| 4 \| 8 \| 1 \| 1 \| 6 \| 7 \| 16 \| -9 \| |             |     |   |   |   |   |    |    |      |
| Rang | Équipe      | Pts | J | G | N | P | Bp | Bc | Diff |
| 1 | Espagne     | 20  | 8 | 6 | 2 | 0 | 14 | 3  | +11  |
| 2 | France      | 17  | 8 | 5 | 2 | 1 | 15 | 6  | +9   |
| 3 | Finlande    | 9   | 8 | 2 | 3 | 3 | 5  | 9  | -4   |
| 4 | Géorgie     | 5   | 8 | 1 | 2 | 5 | 3  | 10 | -7   |
| 5 | Biélorussie | 4   | 8 | 1 | 1 | 6 | 7  | 16 | -9   |

#### Équipes qualifiées pour la coupe du monde 2014
- Belgique (Groupe A)
- Italie (Groupe B)
- Allemagne (Groupe C)
- Pays-Bas (Groupe D)
- Suisse (Groupe E)
- Russie (Groupe F)
- Bosnie-Herzégovine (Groupe G)
- Angleterre (Groupe H)
- Espagne (Groupe I)
- Grèce (Barrage)
- Croatie (Barrage)
- Portugal (Barrage)
- France (Barrage)

#### Barrages Europe
Les 8 meilleurs deuxièmes disputent les barrages. Pour les déterminer, ne sont pas pris en compte les résultats contre le sixième du groupe, afin de s'affranchir du fait qu'il y ait un groupe composé de cinq équipes. Le Danemark est écarté des barrages en tant que "moins bon" deuxième. 
| Équipe 1   | Résultat | Équipe 2  | Aller | Retour |
| ---------- | -------- | --------- | ----- | ------ |
| * Portugal | 4 - 2    | Suède     | 1 - 0 | 3 - 2  |
| * Ukraine  | 2 - 3    | France    | 2 - 0 | 0 - 3  |
| * Grèce    | 4 - 2    | Roumanie  | 3 - 1 | 1 - 1  |
| Islande    | 0 - 2    | Croatie * | 0 - 0 | 0 - 2  |